# Champigny-lès-Langres
Champigny-lès-Langres és un municipi francès situat al departament de l'Alt Marne i a la regió del Gran Est. L'any 2007 tenia 431 habitants.

## Demografia

### Població
El 2007 la població de fet de Champigny-lès-Langres era de 431 persones. Hi havia 171 famílies de les quals 44 eren unipersonals (16 homes vivint sols i 28 dones vivint soles), 48 parelles sense fills, 63 parelles amb fills i 16 famílies monoparentals amb fills.
La població ha evolucionat segons el següent gràfic:
Habitants censats

### Habitatges
El 2007 hi havia 196 habitatges, 177 eren l'habitatge principal de la família, 2 eren segones residències i 17 estaven desocupats. 180 eren cases i 17 eren apartaments. Dels 177 habitatges principals, 131 estaven ocupats pels seus propietaris, 42 estaven llogats i ocupats pels llogaters i 5 estaven cedits a títol gratuït; 1 tenia una cambra, 9 en tenien dues, 23 en tenien tres, 41 en tenien quatre i 104 en tenien cinc o més. 155 habitatges disposaven pel capbaix d'una plaça de pàrquing. A 74 habitatges hi havia un automòbil i a 82 n'hi havia dos o més.

### Piràmide de població
La piràmide de població per edats i sexe el 2009 era:
| Homes | Edats   | Dones |
| ----- | ------- | ----- |
| 0     | 95 o +  | 0     |
| 0     | 90 a 94 | 4     |
| 4     | 85 a 89 | 0     |
| 0     | 80 a 84 | 0     |
| 4     | 75 a 79 | 0     |
| 8     | 70 a 74 | 20    |
| 8     | 65 a 69 | 8     |
| 20    | 60 a 64 | 20    |
| 12    | 55 a 59 | 8     |
| 12    | 50 a 54 | 4     |
| 12    | 45 a 49 | 16    |
| 24    | 40 a 44 | 20    |
| 12    | 35 a 39 | 24    |
| 28    | 30 a 34 | 12    |
| 16    | 25 a 29 | 16    |
| 4     | 20 a 24 | 4     |
| 20    | 15 a 19 | 12    |
| 12    | 10 a 14 | 16    |
| 12    | 5 a 9   | 16    |
| 24    | 0 a 4   | 4     |

## Economia
El 2007 la població en edat de treballar era de 261 persones, 200 eren actives i 61 eren inactives. De les 200 persones actives 187 estaven ocupades (95 homes i 92 dones) i 13 estaven aturades (7 homes i 6 dones). De les 61 persones inactives 20 estaven jubilades, 23 estaven estudiant i 18 estaven classificades com a «altres inactius».

### Ingressos
El 2009 a Champigny-lès-Langres hi havia 179 unitats fiscals que integraven 445,5 persones, la mediana anual d'ingressos fiscals per persona era de 18.839 €.

### Activitats econòmiques
Dels 9 establiments que hi havia el 2007, 1 era d'una empresa de fabricació de material elèctric, 2 d'empreses de fabricació d'altres productes industrials, 1 d'una empresa de comerç i reparació d'automòbils, 2 d'empreses d'hostatgeria i restauració, 1 d'una empresa financera, 1 d'una empresa immobiliària i 1 d'una empresa de serveis.
L'únic servei als particulars que hi havia el 2009 era un restaurant.
L'any 2000 a Champigny-lès-Langres hi havia 5 explotacions agrícoles.

## Equipaments sanitaris i escolars
El 2009 hi havia una escola elemental.

## Poblacions més properes
El següent diagrama mostra les poblacions més properes.